# Falkenberg – Mord im Internat?
Falkenberg – Mord im Internat? (Eigenschreibweise: F4LKENB3RG – Mord im Internat?) ist eine deutsche Fernsehserie aus dem Young-Fiction-Bereich. Sie wird seit dem 15. Juli 2019 auf dem Fernsehsender RTL II ausgestrahlt. Zunächst wurden sechs Folgen für die erste Staffel produziert.

## Handlung
Auf dem Eliteinternat Schloss Falkenberg geschah ein Unglück: Der Mitschüler Jonas Kramer ist ums Leben gekommen. Vieles, unter anderem ein Abschiedsbrief, deutet auf einen Suizid hin. Jonas' bester Freund Ben Wieland sieht dies anders. Er glaubt, dass Jonas ermordet wurde. Aus diesem Grund lässt er sich ein halbes Jahr später auf dem Internat einschreiben und tritt dort als neuer Mitschüler auf.
Ben muss schnell erkennen, dass die Schüler über die Ereignisse schweigen. Allen voran Jonas' Freundin Jessica von Thiessen und deren Clique um Linda de Breuyne und ihren Freund Daniel Auberland sowie Jessicas Cousin Sebastian von Thiessen hüllen sich in Schweigen. Ben freundet sich mit seinem Zimmernachbarn Tyrese Simowe an, der als einziger von dessen wahren Absichten weiß.
Mit der Zeit kommt Ben einigen Geheimnissen auf die Spur. Jessica war nach dem Tod von Jonas drogenabhängig und verbrachte die Sommerferien in einer Entzugsklinik, in der Daniel sie als einziger besuchte. Dabei hatten die beiden einen One-Night-Stand. Jessica versucht alles, um das Geheimnis vor Linda zu bewahren, aber die intrigante Stassja kommt dahinter und erpresst Jessica mit ihrem Wissen. Dies führt dazu, dass Jessica wieder Drogen nimmt und einen Autounfall verursacht. Ben, der sich mittlerweile in Jesica verliebt hat, eilt ihr zur Hilfe. Auch Linda hütet ein Geheimnis, denn für sie ist Sebastian mehr als nur ein guter Freund. Das größte Geheimnis hüten jedoch alle vier gemeinsam, denn sie wissen den wahren Grund für Jonas' Tod. Dieser hat etwas mit dem geheimen Netzwerk „Exlex“ zu tun, der das Internat beherrscht.

## Besetzung

### Hauptbesetzung
| Schauspieler          | Rolle                  | Folge |
| --------------------- | ---------------------- | ----- |
| Jonathan Elias Weiske | Ben Wieland            | 1–6   |
| Anne-Marie Waldeck    | Jessica von Thiessen   | 1–6   |
| Lena Rettinghaus      | Linda de Breuyne       | 1–6   |
| Robert Maaser         | Sebastian von Thiessen | 1–6   |
| Malik Adan            | Daniel Auberland       | 1–6   |
| Lennart Flottemesch   | Tilmann von Weidenfels | 1–6   |
| Vivien Wulf           | Stassja                | 1–6   |
| Paul Triller          | Jonas Kramer           | 1–6   |
| Timo Ekwe             | Tyrese Simowe          | 1–6   |

### Nebenbesetzung
| Schauspieler              | Rolle                | Folge |
| ------------------------- | -------------------- | ----- |
| Sara Appenroth            | Frau Hagen           | 1–6   |
| Miguel Abrantes Ostrowski | Ron Bachbaum         | 1–6   |
| Laura-Jo Schumacher       | Clara Auberland      | 1–6   |
| Timo Ekwe                 | Philipp von Thiessen | 1–6   |
| Hanna Scholz              | Alice Wertheim       | 4     |

## Episodenliste
| Nr. | Originaltitel                                    | Erstausstrahlung D |
| --- | ------------------------------------------------ | ------------------ |
| 1   | Verliere nie ein Wort. Zu niemandem.             | 15. Juli 2019      |
| 2   | Der Club sieht alles.                            | 15. Juli 2019      |
| 3   | Der Club macht seine eigenen Gesetze!            | 22. Juli 2019      |
| 4   | Suche nicht nach dem Club. Der Club findet dich! | 22. Juli 2019      |
| 5   | Wir sind die Elite!                              | 29. Juli 2019      |
| 6   | Du bist in unserer Schuld.                       | 29. Juli 2019      |

## Hintergrund und Ausstrahlung
Auf den Screenforce Days 2018 kündigte der Fernsehsender RTL II die Fernsehserie für die Saison 2018/2019 an.
Die erste Staffel wurde seit dem 15. Juli 2019 im Abendprogramm des Fernsehsenders RTL II gezeigt. Bereits eine Woche zuvor waren die Folgen auf dem Streamingdienst TVNOW abrufbar.

## Rezeption

### Kritiken
Die Fernsehserie erhielt überwiegend gemischte Kritiken.
Die Frankfurter Allgemeine Zeitung urteilte, dass die Serie versucht „‚mit Netflix-Krachern wie „Tote Mädchen lügen nicht“ (Suizid an einer Highschool), „Élite“ (Mord an einer Privatschule in Madrid) oder „Quicksand“ (Amoklauf an einer Privatschule in Stockholm) aufzunehmen“, darin jedoch wegen der „künstlich aufgeblasene Handlung“ scheitert.

### Einschaltquoten
| Nr. | Datum         | Zuschauer (gesamt) | Marktanteil (14 bis 49 Jahre) | Quelle |
| --- | ------------- | ------------------ | ----------------------------- | ------ |
| 01  | 15. Juli 2019 | 0,64 Mio.          | 5,2 %                         | [ 6 ]  |
| 02  | 15. Juli 2019 | 0,56 Mio.          | 4,5 %                         | [ 6 ]  |
| 03  | 22. Juli 2019 | 0,41 Mio.          | 4,2 %                         | [ 7 ]  |
| 04  | 22. Juli 2019 | 0,30 Mio.          | 3,2 %                         | [ 7 ]  |
| 05  | 29. Juli 2019 | 0,38 Mio.          | 4,0 %                         | [ 8 ]  |
| 06  | 29. Juli 2019 | 0,30 Mio.          | 3,1 %                         | [ 8 ]  |